# داريل إل. بوك
داريل إل. بوك (بالإنجليزية: Darrell Bock)‏ هو عالم عقيدة أمريكي، ولد في 1953.

## وصلات خارجية
- داريل إل. بوك على موقع ميوزك برينز (الإنجليزية)